# Hodgkinsonia ovatiflora
Hodgkinsonia ovatiflora är en måreväxtart som beskrevs av Ferdinand von Mueller. Hodgkinsonia ovatiflora ingår i släktet Hodgkinsonia och familjen måreväxter. Inga underarter finns listade i Catalogue of Life.